# Ernest Correvon (Maler)
Ernest Correvon (* 16. Dezember 1873 in Vevey; † 4. November 1965 in Yverdon) war ein Schweizer Maler.
Er ist nicht zu verwechseln mit dem Waadtländer Advokaten und Politiker Ernest Correvon (1842–1923) von Yverdon, mit dem er entfernt verwandt war.

## Leben
Ernest Correvon war Bürger von Cuarny im Kanton Waadt. Er kam in Vevey als Sohn eines Angestellten der Firma Nestlé zur Welt. Er studierte Archäologie und Malerei in Paris und wohnte später in Cully bei Lausanne. Er war Mitglied der Société vaudoise d’histoire et d’archéologie. Verheiratet war er mit Adèle Correvon.
Ernest Correvon arbeitete als Maler, Buchillustrator und Restaurator und führte ein Mal- und Restaurierungsatelier, in welchem auch seine drei Brüder tätig waren. Ein frühes Wandgemälde von ihm in der Kaserne Bière ist nicht erhalten geblieben.
Von Correvon und seinen Mitarbeitern stammt der Bildschmuck in zahlreichen Kirchen der Westschweiz, neben restaurierten historischen Wandmalereien auch neu entworfene Gemälde. Seit der Jahrhundertwende kamen bei bauarchäologischen Untersuchungen unter dem ersten Waadtländer Kantonsarchäologen Albert Naef in vielen historischen Gebäuden alte Wandbilder zum Vorschein, deren Wiederherstellung Naef meistens dem Atelier von Ernest Correvon anvertraute. Nach denkmalpflegerischen Grundsätzen hat man dabei die noch vorhandenen Malereireste in der Regel schonend konserviert und nur teilweise ergänzt und bei Rekonstruktionen stark beschädigter Bilder üblicherweise die neuen Bildpartien gekennzeichnet. Gelegentlich wurden alte Wandmalereien aufgegeben und durch neue Bildkompositionen ersetzt sowie 1926 bei der Restaurierung der Wandmalereien in der reformierten Kirche von Nyon, wo Correvon gewisse ältere Malereireste entfernte und stattdessen ein neues Bild vom Letzten Abendmahl anbrachte.
Ernest Correvon restaurierte mit seiner Equipe unter Albert Naefs Aufsicht unter anderem mittelalterliche und frühneuzeitliche Wandmalereien in der Kathedrale von Lausanne, zwischen 1905 und 1914 auf der Burg Chillon am Genfersee in der canera domini, in der Burgkapelle und im Saal des Burgkastlans, in der Burg Saint-Maire in Lausanne, um 1910 bis 1915 in der romanischen Abteikirche des Klosters Romainmôtier sowie später im Bernersaal des Hauses Maison du Prieur in Romainmôtier, im ehemaligen Sitz der Bischöfe von Lausanne, in dem sich heute das Musée historique de Lausanne befindet, 1951 bis 1953 im Schloss Château de l’Isle bei Morges, einem Bauwerk des 17. Jahrhunderts, 1950 in der Kirche von Corsier-sur-Vevey, ausserdem in Chavornay, Orny und Curtilles sowie 1930 in der Kollegiatkirche von Saint-Imier im Kanton Bern.
Neue Wandbilder schuf Correvon zum Beispiel 1906 in der Kirche von Donatyre mit einem Fresko der zwölf Aposteln als Kopie der romanischen Wandmalerei der Kirche Saint-Etienne von Montcherand, um 1913 bei der Restaurierung der Kirche von Merlach/Meyriez ebenfalls nach alten Motiven aus andern Kirchen, 1919 in der nach Plänen des Architekten Fernand Dumas (1892–1956) von Romont neu gebauten Kapelle Sainte-Anne in Sommentier bei Vuisternens-devant-Romont im Kanton Freiburg und 1923 bis 1925 in der Kirche von Daillens.